# Jaroslav Tkadlec
Jaroslav Tkadlec, původním příjmením Kadlec, pokřtěn Jaroslav Johann (29. dubna 1851 Vídeň – 19. října 1927 Praha) byl český inženýr, cukrovarník, soukromník, cestovatel a amatérský fotograf.

## Život
Narodil se ve Vídni jako Jaroslav Kadlec, syn civilního inženýra českého původu Václav Kadlece a jeho manželky Ernestiny, rozené Memmelové, z Vídně. Vystudoval některou z rakouských technických škol a získal titul inženýra.

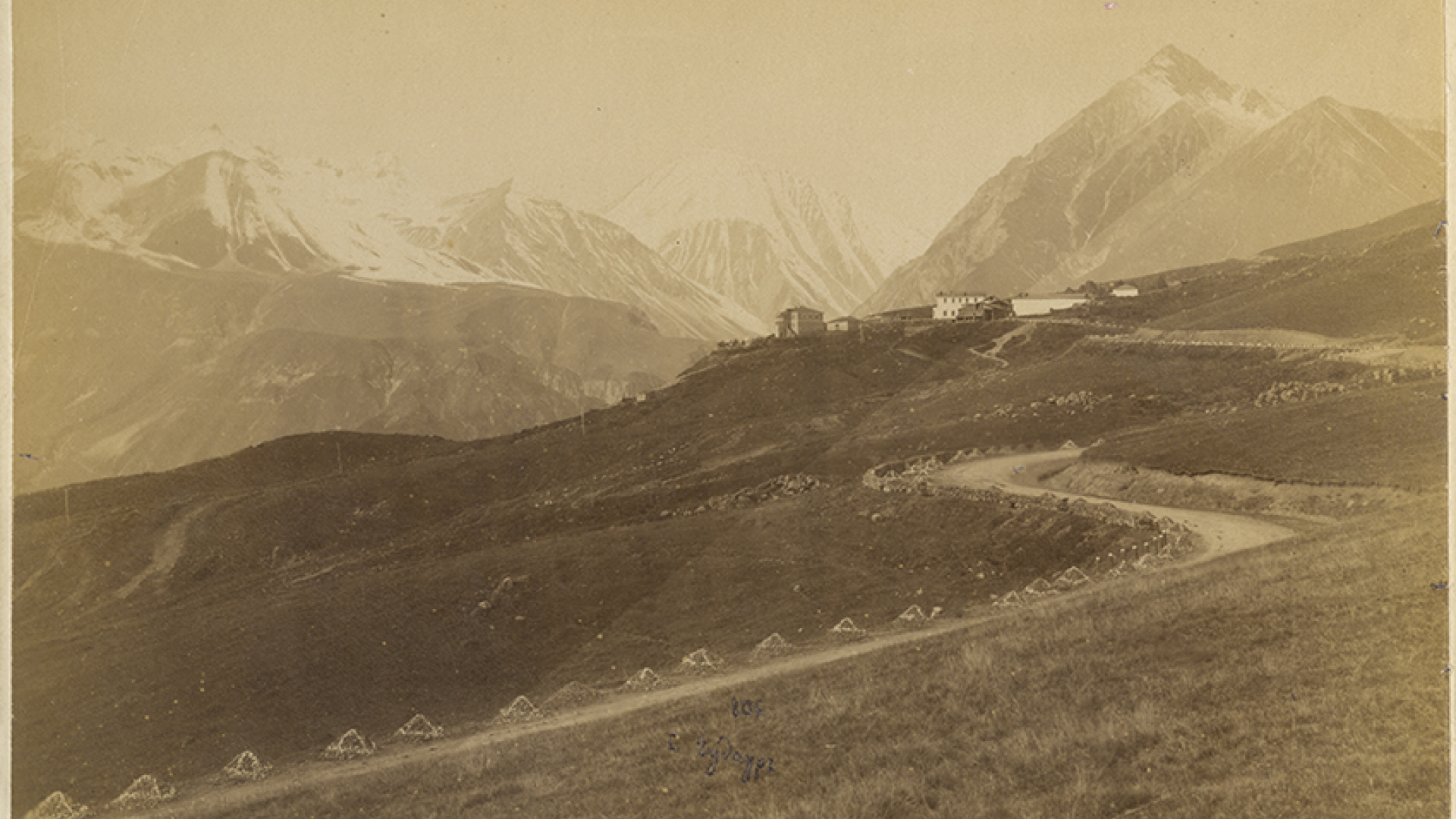
Jaroslav Tkadlec: Gruzínská vojenská cesta

Působil v Rusku jako ředitel cukrovaru, v této funkci je zmiňován v tisku v roce 1890.
V roce 1894 podnikl cestu po Gruzínské vojenské cestě. Před cestou si opatřil soubor fotografií Fjodora Gadajeva z osmdesátých let 19. století, aby mohl předem odhadnout, které scenérie cesty je třeba vyfotografovat. Podnikl cestu po trase Vladikavkaz – Balta – Lars – Kazbek – Gudauri – Mlety – Pasanauri – Ananur – Dušet – Cilkani – Mccheta – Tiflis.
V roce 1907 bydlel v domě čp. 1648, Tylovo náměstí 2 v Praze II.
V roce 1910 byl policejně přihlášen v domě čp. 224, Riegrovo nábřeží 34 (dnes budova Goethe-Institutu), kde také roce 1927 zemřel.
Na valné hromadě Pražské paroplavební společnosti dne 12. února 1912 byl zvolen ředitelem této společnosti.
Zemřel v Praze, příčinou smrti byla arterioskleróza.

### Rodina
Oženil se až v sedmdesáti letech (16. května 1921) v Praze se sedmačtyřicetiletou Marií, rozenou Vachkovou. Manželství bylo bezdětné.

## Pozůstalost
Soubor fotografií z jeho Kavzazské cesty je uložen ve sbírkách Ústavu dějin umění AV ČR.
V Knihovně geografie PřF UK je uložen soubor dalších přibližně 3 000 Tkadlecových fotografií. Tkadlecova sbírka skleněných stereodiapozitvů, která obsahuje přibližně 2 600 skleněných desek formátu 17 x 8,5 cm v dřevěných krabicích, je uložena v Mapové sbírce PřF UK.